# Ivar Bachér
Ivar Herman Bachér, född den 25 februari 1906 i Visby, död den 18 januari 1987 i Uppsala, var en svensk agronom. Han var bror till Gunnar Bachér.
Bachér avlade studentexamen 1924, agronomexamen vid Ultuna lantbruksinstitut 1930 och agronomie licentiatexamen vid Kungliga Lantbrukshögskolan 1948. Han blev lärare vid Klagstorps lantbruksskola 1930, assistent vid Centralanstalten för försöksväsendet på jordbruksområdet 1931, förste assistent där 1940, statsagronom vid Statens jordbruksförsök 1951 och laborator i statistik och försöksteknik vid Kungliga Lantbrukshögskolan 1953. Bachér blev biträdande professor 1969 och pensionerades 1971. Han blev riddare av Nordstjärneorden 1965. Bachér blev styrelseledamot i Sveriges akademikers centralorganisation 1953 och var förste vice ordförande där 1958–1962. Han var ordförande i Sveriges agronom- och lantbrukslärareförbund 1953–1962 och i Svenska Taxklubben 1962–1975. Bachér publicerade artiklar i fackpress. Han vilar på Östra kyrkogården i Visby.